# Anolis chrysolepis
Anolis chrysolepis (золотолусковий аноліс) — вид ігуаноподібних ящірок родини анолісових (Dactyloidae). Мешкає в Південній Америці.

## Поширення і екологія
Золотолускові аноліси мешкають на півдні Гаяни, в Суринамі, Французькій Гвіані і Бразилії (Амазонас, Амапа, Пара, на північ від Амазонки). Вони живуть у вологих рівниних тропічних лісах, трапляються на порушених територіях.